# Šport in produktivnost
Povišanje produktivnosti na delovnem mestu je pomemben ekonomski politični cilj, ker večja produktivnost poveča mednarodno ekonomsko kompetitivnost in dobrobit. Vključevanje v športne aktivnosti lahko zviša posameznikovo produktivnost z izboljšanjem zdravja in s spodbujanjem kognitivnih in nekognitivnih sposobnosti, skupaj s samodisciplino, uravnavanjem stresa in moštvenim delom. Glede na to, da ti dejavniki nimajo pozitivnega vpliva zgolj na produktivnost, ampak tudi na individualni uspeh na delovnem trgu, ni presenetljivo, da povečana športna aktivnost in rekreacija lahko rezultirata tudi v znatno višjem zaslužku.
Produktivna delovna sila je ključni predmet javne ekonomske politike. Nedavne empirične raziskave kažejo, da je posameznikova udeležba v športnih aktivnostih lahko eden od načinov za doseganje tega cilja. Lüschen (1967) pravi, da ni fenomena, ki bi bil bolj vreden raziskovanja tako s sociološkega kot fiziološkega vidika, kot je šport. Šport bi moral vključevati sociologijo, biologijo, medicino, psihologijo in še mnoge druge znanosti in področja, spodbujati pa bi ga morali že od osnovne šole, saj bo to gotovo pozitivno vplivalo na bodoče akademske dosežke in delovno učinkovitost.

## SPLOŠNO
Povečanje splošnega nivoja športne aktivnosti bo zelo verjetno povečalo produktivnost med delavci na vseh nivojih. Raziskave kažejo, da je vadba pomembna strategija za boljše fizično in psihično zdravje delavcev. Prav tako je posledica vadbe boljša produktivnost v podjetjih oz. organizacijah, predvsem v tistih, ki ciljno vključujejo program vadbe v svoje delovno okolje.
Wattles in Harris (2003) sta preučevala odnose med telesno pripravljenostjo in zaznano produktivnostjo, zadovoljstvom na delovnem mestu ter količini izostanka z delovnega mesta. Rezultati so pokazali, da višji nivo neodvisnih komponent kondicije ima pozitiven učinek na zaznano delovno produktivnost, zadovoljstvo na delovnem mestu in izostanek z delovnega mesta (posamezniki z boljšo kondicijo so imeli manjšo odsotnost na delovnem mestu). Tudi Shepard (1988), Wattles in Harris (2003) so našli pozitivno povezavo med fizično aktivnostjo in delovno produktivnostjo.
Ne glede na to ali si študent ali delavec, rekreacija in športni programi prispevajo k tvojem blagostanju (Shepard, 1988 in O'Reilly, 2006). Na osnovi preučevanja aktivnosti v Kanadi v obdobju od 1994 do 2008 se je izkazalo, da šport znatno pripomore k produktivnosti na delovnem mestu le v primeru, če prekoračimo priporočila za minimalno športno aktivnost, ki jo določa WHO (tj. za odrasle med 18 in 65 letom je srednje intenzivna aerobna fizična aktivnost 30 min 5 dni na teden ).
Potrebno je nekaj časa, da ima športna vadba opazen in pomemben učinek na produktivnost na delovnem mestu. Kavestos (2011) na podlagi raziskave iz 25 evropskih držav poroča, da ima sodelovanje v športnih aktivnostih pozitiven učinek na zaposlitev. Raznolikost športov vključuje raznolikost spretnosti, ki jih pri njih pridobimo in ki lahko na različne načine vplivajo na našo učinkovitost/produktivnost na delovnem mestu. Lechner in Downward (2013) sta našla pozitivno povezavo med različnimi tipi športne aktivnosti in zaslužkom. 
Športna aktivnost je na splošno povezana z moškim spolom (Koivula, 1999; Shaw, Kleiber & Caldwell, 1995), delno tudi zaradi tega, ker se kompetitivna naravnanost športa pogosto sovpada z ženskim konceptom femininosti (Eccles idr., 1989; Acosta in Carpenter, 2008). Moški se torej na splošno bolj udejstvujejo športnih aktivnosti kot ženske. Moški mladostniki se raje ukvarjajo z ekstremnimi športi kot so nogomet, ragbi, košarka, ženske pa bolj s športi kot so badminton, bowling in z žensko verzijo košarke (Sallis idr., 1992 ).

## POSREDEN VPLIV ŠPORTA NA PRODUKTIVNOST

### Zdravje
Rekreacija ni zgolj pogosto uporabljena intervencija pri spodbujanju zdravja, ampak z vidika delodajalcev tudi strategija za izboljšanje produktivnosti. Medicinske sestre lahko spodbujajo delodajalce k podpiranju delavcev v planiranju fizične aktivnosti v sklopu dnevne rutine kot sredstva za izboljšanje produktivnosti. Pomembno je, da se spremlja učinke spodbujanja zdravja na delovnih mestih ter da se preveri, kateri programi prispevajo k produktivnosti na delovnem mestu.
Rekreacija je ključen element pri doseganju in vzdrževanju optimalnega zdravstvenega stanja. Surgeon General (1996) pravi, da so neaktivni ljudje dvakrat bolj dovzetni za prezgodnji srčni infarkt kot tisti, ki so aktivni in fit, da se z redno fizično aktivnostjo pomembno zmanjša tveganje za prezgodnjo smrt zaradi srčno-žilnih bolezni, sladkorne bolezni, hipertenzije in raka na črevesju ter da telovadba spodbuja mentalno zdravje, vzdržuje zdrave mišice, kosti in sklepe ter pripomore k optimalnem osebnostnem delovanju. 
Zdrav posameznik ima več možnosti za boljše izide v življenju, tudi na delovnem mestu. Tako je npr. zdrav delavec zmožen doseči višjo učinkovitost in produktivnost na delovnem mestu. Pomemben faktor pri doseganju in vzdrževanju zdravja je ukvarjanje s fizično aktivnostjo. Kultura sedečega življenja pa nasprotno lahko vodi do zdravstvenih težav in zmanjšuje kapaciteto naše pozornosti (Warburton idr., 2006).Neaktivnost na delovnem mestu se lahko kaže v sedenju na dolgo trajajočih sestankih in delu ob računalniku, pri čemer so posamezniki, kot smo že prej omenili, bolj dovzetni za zdravstvene težave in pridobitev prekomerne teže. Nekateri raziskovalci so prišli do zaključka, da se delavci, ki se aktivno ukvarjajo s športom oz. ki so bolj nagnjeni k zdravemu načinu življenja boljše spoprijemajo s stresom (Parr, 2010; Landro, 2010) in so bolj produktivni na delovnem mestu.
Vadba je intervencija, ki jo uporabljajo medicinske sestre za spodbujanje zdravja pri delavcih. Raziskave kažejo na pozitivne odnose med vadbo, produktivnostjo in zdravjem. Dandanes se vedno več podjetij zaveda prednosti zdravega delovnega osebja pri doseganju in vzdrževanju večje produktivnosti. Shephard (1999) pravi, da večja produktivnost vodi k večjemu profitu, kar opravičuje stroške, ki jih zahtevajo programi za promocijo zdravja. Veliko delodajalcev uvaja rekreativne programe na delovnem mestu z namenom izboljšanja in vzdrževanja zdravja delavcev ter zvišanja njihove produktivnosti.

### Zaznavanje
Wilson, Crossman, Davis in McCarthy (1994) so raziskovali spremembo v produktivnosti pri delavcih iz bolnišnice (82 % ženske, 18 % moški) povprečna starost 37. Razdeljeni so bili v dve skupini. V prvo so uvrstili udeležence, ki so bili vključeni v fitnes program več kot 6 mesecev, v drugo pa nečane fitnes programa. Udeleženci fitnes programa bolj pogosto poročajo, da rekreacija zviša njihovo produktivnost (p<0,001). Na osnovi rezultatov so sklepali, da ni zgolj rekreacija tista, ki poveča produktivnost, ampak tudi samo zaznavanje, da se z rekreacijo poviša nivo produktivnosti, lahko vodi do dejanskega povišanja produktivnosti na delovnem mestu.

### Športni dosežki
Naša navdušenost nad športom nam lahko izboljša delovno produktivnost in doprinese finančno korist tistim podjetjem, katerih kultura ceni šport. Hudson (professional services recruitment and talent management consultancy) in SIRC (Social Issues Research Centre) so s kvalitativnimi in kvantitativnimi raziskavami preučevali učinek športnega uspeha in neuspeha na delovno mesto v Veliki Britaniji. Imeli so vzorec 2000 ljudi med 18 in 70 letom. Diskutiranje o športu med delavci, strankami in delavci in managerji ima pozitiven učinek na dvig morale in razpoloženja, motivacije ter produktivnosti v delovnem okolju. 63 % moških in 52% žensk pravi, da dosežek v športu (npr. zmaga ekipe, za katero navijajo) ima učinek na njihov pristop k delu. 47% žensk in 40 % moških poroča, da jim uspeh v športu zviša razpoloženje in jim poveča produktivnost v službi. Le 3 % udeležencev poroča o tem, da jim dosežek v športu predstavlja distrakcijo in jim zmanjša produktivnost. Svetovno prvenstvo v nogometu ob zmagah nacionalne ekipe zviša delavcem moralo, ustvari skupinski duh in omogoča nastanek socialne inkluzije. Tako poroča 70 % moških in 62 % žensk, ki so sodelovali v raziskavi. 

## UKREPI NA DELOVNEM MESTU

### Fitnes programi
Fitnes programi na delovnem mestu postajajo vedno bolj popularni zaradi potencialne koristi v smislu zmanjšanja izostankov iz dela ter povečanja delovne produktivnosti (Anspaugh, Hunter in Mosley, 1995). Glede na pomembne pozitivne učinke, ki jih zasledimo pri redni rekreaciji, se veliko delodajalcev odloča za fitness programe na svojem delovnem mestu. Ti imajo pozitiven efekt tako na delavce, ki se jih poslužujejo kot na delodajalce, ki jih sponzorirajo.
Burton, McCalister, Chen in Edington (2005) so raziskovali povezavo med udeleženostjo delavcev v fitnes programu na delovnem mestu in produktivnostjo. Delavci, ki so sodelovali v načrtovanem programu v fitnes centru so bili bolj produktivni na delovnem mestu in so imeli manj kratkotrajnih nezmožnosti kot delavci, ki v tem programu niso sodelovali.
Cox, Shephard in Corey (1981) so ugotovili, da imajo fitnes programi majhen, a pomemben učinek na delavčevo fizično formo, produktivnost in izostanek na delovnem mestu. Tudi Shepard (1992) je raziskoval fines programe na delovnem mestu ter njihov učinek na delovno produktivnost. Od 50 fintes programov je bilo 26 takih, ki so izboljšali produktivnost pri manj zahtevnih nalogah po predstavitvi fitnes programa. Prav tako se je v raziskavi izkazalo, da pozitivni učinki fitnes programov kot je delovna produktivnost »pretehtajo« cene teh programov.

### Programi za spodbujanje zdravja
Programi za spodbujanje zdravja naj bi optimizirali ne zgolj zdravje delavcev, temveč tudi njihovo produktivnosti. Goetzel in Ozminkowski (2000) opisujeta model managementa zdravja in produktivnosti kot vedno bolj pojavljajočo se strategijo za izboljšanje zdravja delavcev in njihove produktivnosti, pri čemer bi se zdravstvene storitve za delavce osredotočile na ponudbo tistih intervencij za spodbujanje zdravja, za katere se je v raziskavah izkazalo, da imajo pozitiven učinek na produktivnost.
Leutzinger in Blanke (1991) so preučevali, ali program promocije zdravja na delovnem mestu poviša delavčevo zaznavanje produktivnosti. 51,7 % udeležencev je bilo članov fitnes centra, 48,3% pa niso bili člani fitnesa. Rezultati na vprašalniku so pokazali, da je večina udeležencev mislila, da redna rekreacija pozitivno vpliva na njihovo produktivnost. Več kot 80 % udeležencev se je strinjalo, da redna vadba pomaga pri tem, da so bolj produktivni na delovnem mestu, 75 % udeležencev je menilo, da z redno vadbo lahko dosežejo večji nivo sprostitve in koncentracije na delovnem mestu, kar vodi k večji produktivnosti po mnenju nekaterih raziskovalcev. Prav tako se več kot 60 % udeležencev ni strinjalo z izjavo, da »redna fizična aktivnost nima vpliva na produktivnost na delovnem mestu«. Člani fitnesa so bolj pogosto poročali o pozitivni povezavi med redno rekreacijo in produktivnostjo na delovnem mestu kot nečlani. Na osnovi teh rezultatov so raziskovalci sklepali, da programi za spodbujanje zdravja na delovnem mestu bodo imeli pozitiven učinek na faktorje (npr. kapaciteta dela, stres, kondicija, izostajanje iz delovnega mesta), ki direktno ali indirektno vplivajo na produktivnost. 

### Pedometri
Hoja je enostavna in popularna oblika rekreacije, ki jo lahko posamezniki enostavno vključijo v dnevno aktivnost. Pedometri pri tem služijo kot motivacijsko orodje za povečanje dnevne količine hoje (Stovitz, Van Wormer, Center in Bremer, 2005). Williams (2006) je preučeval učinke pedometra v sklopu programa za fizično aktivnost na delovnem mestu, v katerem so udeleženci nosili pedometre za štetje korakov skozi obdobje 4 tednov. Udeležence so spodbujali k doseganju 10 000 korakov dnevno. Udeleženci so povečali svoj nivo korakov za 70 %.
Hoja je kot oblika rekreacije primerna skoraj za vsakogar. Nekatere prejšnje raziskave, ki so preučevale programe za fizično aktivnost na delovnem mestu, so se ukvarjale tudi s programi na temo količine hoje pri delavcih (Behrens, Domina in Fletcher, 2007; Faghri idr., 2008), akcije za uporabo stopnic (Auweele, Boen, Schapendonk in Dornez, 2005; Kwak, Kremers, van Baak in Brug, 2007) ali z inštrukcijami za fizično aktivnost, ki so imele cilj izboljšati fizično kondicijo delavcev (Atlantis, Chow, Kirby in Fiatarone Singh, 2006). V tej raziskavi so nekateri udeleženci programa 12 mesecev imeli sistematično vadbo. Zanimalo jih je, ali se bodo pokazale razlike v produktivnosti, blagostanju, zadovoljstvu in nivoju stresa med tistimi, ki so bili udeleženi v programu in tistimi, ki niso. Raziskovalci so postavili hipotezo, da bodo tisti,, ki so bili udeleženci v programu pokazali višji nivo produktivnosti, blagostanja in zadovoljstva ter manjši nivo stresa. Na osnovi rezultatov so zaključili, da ima sistematična in kontrolirana vadba pozitiven vpliva na produktivnost, zadovoljstvo in blagostanje na delovnem mestu. Hipotezo so potrdili. Spodbujati bi morali razvoj programov za fizično aktivnost, ki bi jo kontrolirali profesionalci in jo individualno prilagajali posameznim delavcem. Politika spodbujanja, razvoja in vzdrževanja zdravja in fizične kondicije ima pozitiven efekt na različne aspekte posameznika in organizacije.

### Centri za zdravje in fitnes
Rudman (1987) je preučeval učinke centra za zdravje in fitnes na delovnem mestu na produktivnost med delavci v New Jerseyju. Tako rekreacija kot dostopnost centra za zdravje in fitnes sta imela pozitiven učinek na delovno produktivnost in vzdušje na delovnem mestu.

### Telovadnice, sponzorstvo in joga
Aerobni fitnes programi in telovadnice na delovnem mestu lahko pomembno zmanjšajo tveganje za stres in infarkt pri delavcih (Blair, Kohl, Paffenberger, Clark, Cooper & Gibbons, 1989). Sponzorstvo in omogočanje fizične aktivnosti omogoča delavcem en izmed načinov sproščanja stresa in pozitivne medosebne interakcije (Babyak, Blumenthal, Herman, idr., 2000). Raztegovanje in joga prispevajo h gibljivosti in zmanjšanju razburljivosti pri delavcih, prav tako pa je učinkovito povečevanje mišične mase učinkovito pri sproščanju mišic, frustracij in povečevanju samopodobe (Billings, 2000; Blumenthal, Sherwood, Gullete, idr., 2000 ). 

## POMOČ STROKOVNIH DELAVCEV

### Medicinske sestre
Richlin (2002) pravi, da lahko medicinske sestre specializirane za delavce s svojimi intervencijami prispevajo k dobrobiti na delovnem mestu v smislu večje delovne produktivnosti, morale, zvestobe in zmanjšanega izostanka iz delovnega mesta, različnih nezmožnosti, stroška za zdravstveno skrb in pojava prezgodnje smrti. Pri oblikovanju fizičnih aktivnosti, medicinske sestre specializirane za delavce, naj pomagajo delavcem, da vključijo aktivnosti za spodbujanje zdravja v dnevno rutino na delovnem mestu in izven delovnega mesta, tako da se bodo sčasoma pokazale dolgoročne izboljšave. Prav tako naj poskrbijo, da ti programi vključujejo več tistih aktivnosti, ki spodbujajo produktivnost.

### Svetovalci
Svetovalci lahko pomagajo delavcem vzdrževati zdrav način življenja, kar vpliva na njihovo boljšo delovno učinkovitost, med katero uvrščamo povečano produktivnost, zmanjšano odsotnost na delovnem mestu, zmanjšano fluktuacijo, porabo denarja na račun novačenja in usposabljanja ter stroškov za zdravstvene usluge.

### Psihologi
Psihologi lahko s spodbujanjem strategij, ki vplivajo na zdravje in produktivnost na delovnem mestu, zmanjšajo risk bolezni oz. njene posledice, če je že prisotna. Čeprav obstajajo različne strategije kot so strategije za spoprijemanje s stresom lahko z integracijo zdravstvene in športne psihologije pomembno vplivajo na produktivnost na delovnem mestu.

## DELODAJALCI
Smith in Katzman (1990) pravita, da 67 % delodajalcev poroča o zmanjšanih stroških v povezavi z zdravstvenimi težavami delavcev kot o enem izmed poglavitnih razlogov za uvedbo programov za fitnes in spodbujanje zdravja. Erfurt, Fuute in Heirich (1992) so ugotovili, da je ta predpostavka upravičena. Vendar to velja zgolj za raznovrstne programe, kjer se spremlja reden napredek. Raziskava Leutzingerja in Blanke (1991) je pokazala, da je večina delavcev pozitivno zaznavala fitnes center ter raznovrstne aktivnosti, ki ga ponuja (48 % odgovorov je bilo s strani nečlanov). Večina delavcev se je strinjala, da je fitnes center odraz delodajalčeve skrbi za njihovo dobrobit. Na osnovi tega lahko sklepamo, da uvajanje programov za fitnes in zdravje pozitivno vpliva na delodajalca in organizacijo z ustvarjanjem pozitivne in skrbne slike. Vidimo torej pozitivne učinke tako na delavce kot na delodajalce.
Večina udeležencev v Hudsonovi raziskavi poroča, da lahko tako delavci kot delodajalci izkoristijo šport za zvišanje morale in produktivnosti na delovnem mestu. 50 % moških in 40 % žensk predlaga, da bi delodajalci spodbujali delavce, da gledajo šport skupaj. Tudi aktivno sodelovanje v športnih aktivnostih je zaznano kot dober motivator – 45 % moških in 43 % žensk meni, da bi spodbujanje delavcev k skupni športni aktivnosti (npr. igranje nogometa, tenisa ali badmintona) bila dobra metoda za povezovanje moštva. Tretjina žensk (33%) in 36% moških verjame, da bi s sponzoriranjem delavcev, ki so specializirani v nekem športu, dosegli te cilje. Tretjina moških (33%) in 29 % žensk poroča, da bi lahko uporabili šport in tekmovanja znotraj team-building dogodkov. Na podalgi tega Hudson predlaga za povečanje že obstoječega pozitivnega učinka športa na delovnem mestu naslednje :
- Spodbujanje delavcev, da gledajo skupaj šport: Podjetje naj omogoča televizijske ekrane, diaprojekcije ipd. za predvajanje pomembnih športnih dogodkov na delovnem mestu.Delavci so zaradi medsebojne komunikacije in kolektivne podpore, po ogledu tekme bolj pripravljeni se zatopiti v delo. Učinek lahko še dodatno povečamo z organiziranjem stav in zdrave tekmovalnosti med delavci. Hkrati je pomembno, da omogočamo povezovanje tudi tistim, ki niso oboževalci športa. Jim ponudimo ogled filma ali pa organiziramo kakšen izlet v času, ko ostali gledajo športno tekmovanje.

- Omogočanje delavcem, da se povežejo s strankami med športnimi dogodki.

- Spodbujanje delavcev k skupnim športnim aktivnostim: Tekaški klubi, badminton, nogomet, tenis. Lahko med pavzo ali po službi, kar omogoča razvoj skupnih interesov, druženje s kolegi, s katerimi v nasprotnem primeru ne bi komunicirali in vrnitev v službo z občutkom sproščenosti in večje produktivnosti. Nedavne raziskave so pokazale, da posamezniki na zdravem delovnem mestu vzamejo manj dopusta in so bolj produktivni na dnevni bazi.

- Uporaba športa za team-building dogodke: Zdrava tekmovalnost med delavci lahko spodbudi nastanek skupinskega duha in ustvari povezave med poslovodstvom in mlajšimi delavci.

- Sponzoriranje delavcev, ki so specializirani v športu: Organizacije izleta za ogled tekme, v kateri je sodelavec. Prosimo lahko športnega entuziasta, da organizira trening med pavzo za delavce ali predstavitev, kjer se bodo naučili, kako biti del športne ekipe, kako maksimizirati delovno produktivnost, kaj je tisto, kar naredi dobrega poslovodjo in kako ohraniti motivacijo.

### Organizacije
ASDA (ena od največjih trgovskih podjetij v Veliki Britaniji) spodbuja kolege na delovnem mestu, da gledajo skupaj šport, ter da se z njim aktivno ukvarjajo. Hudson v sklopu svojega podjetja, ki se ukvarja z globalnim profesionalnim svetovanjem za zaposlovanje, organizira oglede športnih dogodkov za delavce in stranke, prezentacije ter seminarje z vodilnimi figurami v športu, poleg tega redno uporablja šport in tekmovanje za spodbujanje skupinskega duha. 

## KOLIČINA REKREACIJE
World Health Organization priporočila za fizično aktivnost (2010) od 18 do 64 leta vključujejo rekreacijo oz. prostočasno fizično aktivnost, transport (npr. hoja, kolesarjenje), okupacijsko aktivnost (delo), domača opravila, igro, šport ali planirano rekreacijo v kontekstu dnevne, družinske ali lokalno-skupnostne aktivnosti. Da bi izboljšali srčno-dihalno in mišično vzdržljivost, zdrave kosti in da bi zmanjšali tveganje za razvoj nenalezljivih bolezni ter depresije, se priporoča 150 min pretežno intenzivne aerobne fizične aktivnosti med tednom ali vsaj 75 min intenzivne aerobne vadbe ali ustrezno kombinacijo pretežne in intenzivne vadbe. Aerobna vadba naj bi se izvajala v sklopih po vsaj 10 min. Za dodatne zdravstvene koristi bi odrasli morali povečati pretežno intenzivno aerobno tedensko vadbo na 300 min ali pa povečati intenzivno aerobno tedensko vadbo na 150 min oz. ustrezno kombinacijo teh dveh vadb. Aktivnosti za ojačenje mišic morajo obremenjevati večje mišične skupine vsaj dvakrat na teden.

## PREDNOSTI IN POMANJKLJIVOSTI
Šport in rekreacija imata poleg mnogih koristi tudi nekatere pomanjkljivosti. Lahko vodita do poškodb, imata nejasen vpliv na zaposlitev, brezposelnosti in delovni čas in zahtevata porabo časa, kar lahko zasenči nekatere pomembne dejavnosti kot sta delo in čas za izobraževanje. Poleg tega obstaja nejasnost relativne pomembnosti različnih poti, ki so odgovorne za pozitiven učinek športa in rekreacije, problematična pa je tudi veljavnost empiričnih študij, ki preučujejo učinke športa in rekreacije. Vendar kljub temu šport in rekreacija prinašata številne pozitivne učinke kot so izboljšanje fizičnega in psihičnega zdravja, znatno zvišanje zaslužka in izboljšanje posameznikovega blagostanja. Šport in rekreacija lahko nadomestita manj produktivne hobije (npr. gledanje TV) ter izboljšata posameznikove mehke veščine kot so moštveno delo, samodisciplino, vzdržljivosti, sposobnost sprostitve ob stresu in samozavest.

## VPLIVI NA UDEJSTVOVANJE V ŠPORTU
Ker je za fizično aktivnost potreben čas, lahko posameznikovo udejstvovanje v športu in rekreaciji zmanjša drugo delo ali prostočasno aktivnost (vključno s spanjem), ki lahko ima pozitiven efekt na učinkovitost na delovnem mestu. Racionalni posamezniki bodo porabili več časa za udejstvovanje v športu, ko pričakovano povračilo v investiranja časa ter pozitivni učinek na delo presegata profit, ki izhaja iz drugih aktivnostih (npr. spanje). Ta izračun je približen in lahko vsebuje nekatere neracionalne elemente. Prav tako je pomembno omeniti, da je omenjeno ocenjevanje profitov bazirano na subjektivno pričakovanih vrednostih. Posameznikov nivo udejstvovanja v športu variira, ker na njihovo odločitev za vključevanje v športno aktivnost vplivajo različni dejavniki, od priložnosti za profit v različnih tipih dela in prostočasnih dejavnostih, njihovih preferenc glede športnih aktivnosti, njihove ocene stranskih učinkov (npr. poškodb) v primerjavi z drugimi dejavnostmi, potencialnega dobička, ki ga pričakujejo od rekreacije in njihove ocene bodoče porabe v primerjavi s trenutno.
Faktorji, ki vplivajo na udejstvovanje v športu in rekreaciji so:
- Individualni socio-demografski dejavniki: Starost (mlajši bolj aktivni), spol (bolj aktivni zdravi moški z normalno težo), višja izobrazba in boljše delovno mesto, vplivajo tudi religija, narodnost in status priseljenca.

- Okoljski dejavniki: Dostopnost ustreznih rekreacijskih prostorov kot so telovadnice, javnih prostorov kot so parki, nivo kriminalitete (višji kot je manj rekreacije na prostem), podnebje in vreme (zmerna klima in daljši dnevi, več športa).

- Vpliv vrstnikov: Aktivni vrstniki in prijatelji

- Cene: Bolj kot je cenovno dostopno več aktivnosti.

- Posredna in neposredna finančna motivacija: Eksperimenti so pokazali, da je možno podkupiti ljudi s skromnimi finančnimi spodbudami, da povečajo nivo aktivnosti. Vendar so te študije pokazale, da ko ti posamezniki prenehajo prejemati finančno spodbudo, se vrnejo na prvotno raven aktivnosti.

Omenjeni faktorji so pozitivno povezani z zdravjem in izidi na delovnem trgu, prav tako pa so povezani z dobičkom in pozicijo v službi. Ljudje, za katere obstaja večja verjetnost, da bodo bolj uspešni na delovnem trgu, tudi brez rekreacije, se večkrat odločijo za višji nivo aktivnosti.

## ŠPORT IN ZAPOSLITEV
Na Švedskem so raziskovalci (Rooth, 2011) naredili eksperiment z 8000 prijav za delovno mesto, ki so jih poslali delodajalcem iz različnih ekonomskih sektorjev in iz različnih delovnih področij, ki so zahtevale različne sposobnosti. Tem prijavam za službo so bile naključno dodane informacije o športni aktivnosti. Po pričakovanjih so raziskovalci ugotovili, da so delodajalci upoštevali tovrstne aktivnosti pri odločitvi glede vabila na selekcijski intervju. Izjava o vključevanju v športne aktivnosti poveča število pozivov za selekcijske intervjuje za 2 %.
Študija Cabana (2014) je ugotovila pozitivno korelacijo med udejstvovanjem v fizični aktivnosti in premiku od brezposelnosti v zaposlenost pri ženskah, ki imajo vsaj tri leta delovnih izkušenj. Vendar obstaja verjetnost, da je na ta rezultat vplivala tudi nižja stopnja psiholoških ovir pri iskanju službe in ne zgolj fizična aktivnost.
Še ena neeksperimentalna študija analizira učinek športne aktivnosti na zaposlitev med različnimi starostnimi skupinami (Lechner in Downward, 2013). Pri tem so zaradi natančnih informacij o športnih aktivnostih preučevali učinek raznolikih športov na zaposlitev. Našli so negativno povezavo med fizično aktivnostjo in brezposelnostjo, tokrat pri moških. Prav tako so odkrili pozitivno povezavo med fizično aktivnostjo in zaposlitvijo za posameznike med 26. in 45. letom. Rezultati pa se niso razlikovali glede na udejstvovanje v raznolikih športih in rekreacijah. Pri interpretaciji rezultatov te raziskave moramo upoštevati, da je transverzalna (	
cross-sectional study), torej so podatki pridobljeni v specifičnem času, kar je tudi njena največja slabost.

## ŠPORT IN ZASLUŽEK
Nekateri drugi raziskovalci so se ukvarjali s kratkoročnim in dolgoročnim udejstvovanjem v športu v povezavi s posameznikovim zaslužkom. V študiji Cornelissena in Pfeiferja (2008) so ugotovili, da moški, ki se ukvarjajo s športom vsaj enkrat tedensko zaslužijo 5% več od tistih, ki niso aktivni. Prav tako so preučevali učinek športnega udejstvovanja v mladosti na trenuten zaslužek in ugotovili, da ženske, ki so se ukvarjale s športom pri starosti 15. let, zaslužijo 6% več od tistih, ki se v mladosti niso ukvarjale s športom. V drugi študiji (Lechner, 2009) so ugotovili, da se plača športno aktivnega odraslega poveča za povprečno 1200 eur na leto preko obdobja 16. let. Še ena študija (Lechner in Downward, 2013) ugotavlja vpliv raznolikih športov na prihodek. Aktiven moški med 26. In 45. Letom zasluži od 4300 in 6500 eur več na leto, aktivne ženske iste starosti pa od 3400 do 5300 eur. Rezultati so variirali glede na različne športne aktivnosti. Pri moških se zaslužek najbolj povezuje z udejstvovanjem v športnih aktivnostih, ki so na prostem ter s fitnesom, pri ženskah pa je za starost od 26 do 45 močna povezava s športi, kjer so vključeni loparji, za starost od 46 do 64 pa s športi na prostem.
Na Finskem (Hyytinen in Lahtonen, 2013) so preučevali pozitiven učinek športa na zaslužek z raziskavo na dvojčkih, ki so se razlikovali po nivoju aktivnosti in so ugotovili znaten in pomembno večji zaslužek pri tistih z večjo fizično aktivnostjo.
Neeksperimentalna študija na Švedskem (Rooth, 2011) je raziskovala podatke pridobljene s strani 400 000 posameznikov. Podatki so se nanašali na informaciji o telesni pripravljenosti 18-letnih moških, ki so aplicirali za vstop v vojsko. Le pri primerjavi družinskih članov se je izkazalo, da imajo tisti z večjo telesno pripravljenostjo trenutno večji zaslužek.
Na podlagi vseh omenjenih raziskav lahko zaključimo, da imata šport in rekreacija pozitiven učinek na delovnem trgu, predvsem na področju zaslužka. Učinek športa na zaslužek sega od 4% do 17%. Prav tako obstajajo relevantni dokazi o pozitivnem učinku športa na človeški kapital, ki ga merimo na podlagi kognitivnih in nekognitivnih veščin. Te dodatne veščine prinašajo dobiček kasneje v življenju.

## METODOLOŠKI PROBLEM RAZISKAV
Metodološki problem pri raziskovanju učinkov športa in rekreacije na izide na delovnem mestu je ta, da je težko najti neinvazivne metode za merjenje športne aktivnosti zaradi potrebe po uporabi nekaterih naprav za merjenje. Stanje na tem področju se sicer izboljšuje z nastankom miniaturnih merilcev aktivnosti (npr. merilec korakov) in aplikacij za merjenje aktivnosti, ki so dostopne na pametnih telefonih. Še vedno pa večino informacij na tem področju pridobivamo z vprašalniki, pri katerih so posamezniki nagnjeni k temu, da s samooceno precenijo svojo raven aktivnosti.
1. 1 2 3 4 5 6 7 8 9 10 11 12 13 14 15 16  Lechner, M. (2015). Sport, exercise and labor market outcomes: Increasing participation in sports and exercise can boost productivity and earnings. IZZA World of Labor 126, 1-10.
2. 1 2 3 4 5  Hashim, R., Ahmad, M., Baharud-din, Z. in Mazuki, M. A. (2011). Correlation between Sports Participation and Work Performance of Universiti Teknologi MARA (UiTM) Staff: A Preliminary Study. The International Journal of Health, Wellness and Society, 1(1),49-58.
3. 1 2  De Miguel Calvo, J. M., Gallo, I. S., Del las Mozas Majano, O. in Lopez, J. M. H. (2011). Efecto del ejercicio fisico en la productividada laboral y el bienestar. Revista de Psicologia del Deporte, 20(2), 589-604.
4. 1 2 3 4 5 6 7 8 9 10 11  Low, D., Gramlich, M. in Engram, B. W. (2007). Self-Paced Exercise Program for Office Workes: Impact on Productivity and Health Outcomes. AAOHN Journal, 55 (3), 99-105.
5. 1 2  Lechner, M. in Sari, N. (2015). Labor market effects of sports and exercise: Evidence from Canadian panel data. Labour Economics, 35, 1-15.
6. 1 2 3 4 5 6 7  Voit, S. (2001). Work-site health and fitness programs: Impact on the employee and emloyer. Work, 16, 273-286.
7. 1 2 3  Hudson. (2006). The Impact of Sport on the Workplace. Pridobljeno dne 15. 4. 2016 na naslovu: http://www.sirc.org/publik/sport_and_the_workplace.pdf Arhivirano 2017-03-30 na Wayback Machine.
8. 1 2 3  Lloyd, P.J. in Foster, S.L. (2006).Creating healthy, High-Performance Workplaces: Strategies from Health and Sports Psychology. Practice and Research, 58 (1), 23-39.